# 513 г. пр.н.е.

## Събития

### В Азия

#### В Персийската империя
- Цар на Персийската (Ахеменидска) империя e Дарий I (522 – 486 г. пр.н.е.).[1]

### В Европа
- Персийският цар Дарий предприема мащабен военен поход в Тракия и срещу скитите в Европа.
  - Войската му прекосява най-тесният участък на Босфора по специално изграден понтонен мост.[2]
  - Царят нарежда на част от флота да се насочи към делтата на Дунав, където да изгради мост, докато армията се придвижва по суша към реката. По време на похода Дарий подчинява местните тракийски племена като достига река Хеброс и минава на западния ѝ бряг, за да окупира част от долината на река Артескос, където живее най-силната местна племенна тракийска група одрисите.[2]
  - Повечето тракийски племена по пътя на Дарий се подчиняват доброволно, но гетите, който живеят между Хемус и Дунав, оказват съпротива и са наказани със задължение да предоставят войници в служба на Дарий.[2]
  - Достигайки Дунавската делта персийците преминават реката по изграден мост и провеждат кампания срещу скитите, но не успява да ги принуди да дадат решителна битка и Дарий е принуден да оттегли войската си на юг от Дунав след като не успява да довърши строителството на няколко защитни крепости.[3]
  - Към края на годината Дарий се завръща в Мала Азия, а в Тракия оставя пълководеца Мегабаз със силна войска (80 000 според Херодот).[3]

#### В Атина
- След убийството на брат му през 514 г. пр.н.е. Хипий остава единствен тиран в Атина.[4]